# Boomtown (Spiel)
Boomtown (frz. La Fièvre de l'Or) ist ein 2004 erschienenes Kartenspiel von Bruno Cathala und Bruno Faidutti für 3 bis 5 Spieler.

## Beschreibung
Das Spiel führt die Spieler in die Zeit des Goldrausches im 19. Jahrhundert. Durch Ersteigerung aussichtsreicher Minenkonzessionen versuchen die Spieler so viel Gold wie möglich zu schürfen, die Bürgermeisterposten der boomenden Städte zu besetzen oder auf andere Weise vom Goldrausch zu profitieren.

## Inhalt
- 60 Spielkarten:
  - 45 Minenkonzessionen:
    - 9× Cactus Junction (Produktionswurf 2/Produktionswert 6, 4/3, 5/2, 6/5, 7/6/Danger, 8/3, 9/4, 11/2, 12/5)
    - 9× Cold Mountain (3/5, 4/6, 5/3, 6/9/Danger, 7/5, 8/1, 9/3, 10/4, 12/5)
    - 9× Coyote City (3/1, 4/3, 5/5, 6/4, 7/3, 8/4, 10/6, 11/3, 12/6)
    - 9× Dry Gulch (2/5, 3/4, 5/2, 6/4, 8/5, 7/2, 9/4, 10/7, 11/3)
    - 9× San Narciso (2/6, 3/3, 4/5, 6/1, 7/4, 8/2, 9/7, 10/2, 11/4)

  - 15 Ereigniskarten:
    - 2× Bar
    - 1× Bardamen
    - 3× Dynamit
    - 1× Enteignung
    - 1× Gouverneur
    - 1× Kartenhai
    - 1× Neue Ader
    - 1× Praeriepferd
    - 1× Postkutschen-Überfall
    - 1× Raubueberfall
    - 1× Telegramm
- 2 Würfel
- 5 Bürgermeisterfiguren (blau, gelb, grün, rot und violett)
- 10 Holzspielsteine (je 2× blau, gelb, grün, rot und violett)
- Goldchips:
  - 50× weiß (Wert 1)
  - 25× rot (Wert 5)
  - 25× blau (Wert 10)
- Spielregel (7 Seiten)

## Spielablauf
Jeder Spieler erhält zunächst 10 Gold, die Spielkarten werden gemischt und pro Spieler wird eine Karte offen ausgelegt. In der ersten Runde dürfen dabei nur Minenkonzessionen ausgelegt werden, Ereigniskarten werden wieder eingemischt. Reihum bieten die Spieler einen Betrag, bis ein Spieler das höchste Gebot abgibt. Dieser zahlt anschließend den Betrag an seinen rechten Nachbarn, der davon die ggf. aufgerundete Hälfte behalten darf und den Rest an seinen Nachbarn weitergibt. Dieser behält wieder die Hälfte und gibt den Rest an seinen rechten Nachbarn weiter. Sollte der rechte Nachbar des Spielers der Spieler mit dem höchsten Gebot sein, behält er den Rest. Anschließend wählen die Spieler beginnend mit dem Spieler, der das höchste Gebot abgegeben hat, im Uhrzeigersinn eine der ausliegenden Karten. Nachdem alle Karten verteilt sind, würfelt der erste Spieler und jeder Spieler, der eine Minenkonzession mit dem aufgedruckten Produktionswurf besitzt, erhält so viel Gold wie die Mine produziert, z. B. erhält man für die Cold Mountain Minenkonzession 3/5 bei einer gewürfelten 3 Gold im Wert von 5. Wird bei den zwei mit „Danger“ gekennzeichneten Minen eine 2 oder 12 gewürfelt, stürzt die Mine ein und die Karte wird aus dem Spiel entfernt. Hat ein Spieler 2 Minen einer Farbe, so erhält er das Bürgermeisteramt dieser Stadt. Legt ein anderer Spieler eine Minenkonzession dieser Stadt aus, muss er so viel Gold an den Spieler zahlen wie dieser Minenkonzessionen dieser Stadt besitzt. Hat ein Spieler mehr Minenkonzessionen als der Bürgermeister, übernimmt er das Bürgermeisteramt. In den weiteren Runden können auch Ereigniskarten ersteigert werden, die einen sofortigen oder dauerhaften Effekt haben und mit denen Einfluss auf das Spielgeschehen genommen werden kann sowie weitere Goldeinkünfte erzielt werden können.
Das Spiel endet, wenn die letzte Karte versteigert und das letzte Mal Gold ausgewürfelt wurde. Sieger des Spieles ist, wer das meiste Gold, die besten Minen und die meisten Bürgermeisterposten innehat.

## Auszeichnungen
- 2005: Spiel des Jahres – Empfehlungsliste

## Quelle
Dieser Beitrag wurde vom Ersteller zuerst in der Ludopedia veröffentlicht.